# Данн, Винс
Винс Данн (англ. Vince Dunn; род. 29 октября 1996, Миссиссога) — канадский хоккеист, защитник клуба «Сиэтл Кракен». Обладатель Кубка Стэнли 2019 в составе «Сент-Луис Блюз».

## Карьера
На юниорском уровне играл за команду «Ниагара АйсДогз»; по итогам сезона 2013/14 с 33 очками, он стал лидером среди защитников лиги и получил награду от своей команды «Новичок года». В следующем сезоне он заработал 56 очков (18+38) и получил награду как Лучший защитник года в команде.
На драфте НХЛ в 2015 году был выбран во 2-м раунде под общим 56-м номером клубом «Сент-Луис Блюз». 25 сентября он подписал с командой трёхлетний контракт новичка. Он продолжил свою карьеру в «Ниагаре АйсДогз», где по итогам сезона он второй раз подряд получил награду как Лучший защитник года в команде.
По окончании сезона он был отправлен в фарм-клуб «Сент-Луиса» «Чикаго Вулвз»; по итогам сезона 2016/17 он заработал 45 очков (13+32), став лидером среди защитников команды по заброшенным шайбам. Дебютировал в НХЛ 4 октября 2017 года в матче с «Питтсбург Пингвинз», закончившийся победой «Блюз» в овертайме со счётом 5:4. 11 октября в матче с «Флоридой Пантерз» забросил свою первую шайбу в НХЛ, матч закончился победой «Пантерз» со счётом 5:2. 18 марта 2018 года в матче с «Чикаго Блэкхокс» заработал 4 очка за матч (1+3), а «Сент-Луис» победил в овертайме со счётом 5:4.
В следующем сезоне Данн стал одним из лидеров команды среди защитников по набранным очкам. По итогам сезона «Сент-Луис Блюз» дошёл до Финала Кубка Стэнли, где в семиматчевой серии был обыгран «Бостон Брюинз» и клуб стал обладателем Кубка Стэнли впервые в своей истории.
31 декабря 2020 года подписал с «Блюз» новый однолетний контракт.
21 июля 2021 года был выбран на драфте расширения новичком лиги клубом «Сиэтл Кракен», с которым 6 августа подписал двухлетний контракт. 22 октября в матче с «Ванкувер Кэнакс» он стал автором первой шайбы на домашней арене «Сиэтла», но «Ванкувер» выиграл матч со счётом 4:2.
21 июля 2023 года подписал с «Кракен» новый четырёхлетний контракт.

## Статистика
| Легенда | Легенда                    | Легенда | Легенда                   | Легенда | Легенда    |
| ------- | -------------------------- | ------- | ------------------------- | ------- | ---------- |
| И       | Количество проведённых игр | Штр     | Штрафное время            | +/−     | Плюс-минус |
| Г       | Голы                       | П       | Голевые передачи          | О       | Очки       |
| -       | Статистика неизвестна      | —       | Статистика не учитывалась |         |            |